# ナイスダンサー
ナイスダンサー（Nice Dancer、1969年3月6日 - 1997年8月25日）
はカナダの競走馬、種牡馬。カナダ三冠の最終戦ブリーダーズステークスを含め重賞6勝を挙げ、1972年のカナダ最優秀3歳牡馬に選出されるなど活躍。同地で種牡馬となったあと1979年に日本へ輸出され、現地でナイスネイチャなどの活躍馬を送り出した。

## 経歴

### 競走馬時代
現役時代はカナダで過ごし、20戦10勝・2着2回。優勝した6つの重賞のうち、ブリーダーズステークスとカナディアンマチュリティステークスは現在カナダのG1競走となっている。3歳時にはウッドバイン競馬場の距離8.5ハロン、9ハロンのトラックレコードを更新するなど、当時のカナダ競馬を代表する競走馬として知られた。1973年に競走馬を引退した。

### 種牡馬時代
翌年より種牡馬となったが、これといった産駒のないまま過ごし、1979年にノーザンダンサー系種牡馬の導入に取り組み始めた日本に輸入された。日本では同じノーザンダンサー産駒のノーザンテーストがリーディングサイアーの常連となると、その代用として中小の生産者に重宝されるようになった。以後、1986年のクラシック戦線を賑わせ「関西の秘密兵器」と呼ばれたラグビーボールや、当時としては斬新な馬名で知られたナイスナイスナイス、有馬記念3年連続3着など「善戦マン」として名を馳せたナイスネイチャなど、ファンに親しまれる馬を輩出した。しかし産駒でGI級競走に優勝したのは、カナダでの最終世代産駒で日本輸入後に生まれたクイーンズプレート優勝馬フィドルダンサーボーイのみで、日本での産駒からGIレース勝利馬は出せなかった。母の父としてはトウカイテイオーの血統表に名を残している。
また、中央競馬でのダート重賞優勝馬はいないが、ダートが得意な産駒が多かったことでも知られ、東京王冠賞等に優勝したキクノウインをはじめ、地方競馬では複数の重賞優勝産駒がいる。
1996年11月29日付で高齢もあり用途変更、種牡馬を引退した。その後は種馬場の近所にあった渡辺牧場に勤務する個人女性に身元を引き受けられ、以後は同場で余生を過ごした。翌年8月、老衰により死亡。28歳没。遺体は牧場近くの山中に埋葬された。

## 主な産駒
太字は勝利したGI級競走。

### 日本国外調教馬
- 1978年産
  - Fiddle Dancer Boy（クイーンズプレート、コノートカップステークス(GⅢ)）

### 日本国内調教馬
- 1980年産
  - カルストンダンサー（京都牝馬特別）
- 1982年産
  - シングルロマン（京阪杯）
  - キクノダンサー（平和賞）
- 1983年産
  - ラグビーボール（NHK杯、高松宮杯）
  - エイシンフェアリー（東京障害特別・春）
  - ダイナブリーズ（ダイヤモンドステークス）
- 1986年産
  - ナイスナイスナイス（きさらぎ賞、京都記念）
  - ヒカルダンサー（牝馬東京タイムズ杯）
- 1987年産
  - ロングアーチ（中日スポーツ賞4歳ステークス）
- 1988年産
  - ナイスネイチャ（高松宮杯、鳴尾記念、京都新聞杯、小倉記念）
  - メイショウマリーン（小倉大賞典）
- 1993年産
  - キクノウイン（東京王冠賞、報知グランプリカップ、京成盃グランドマイラーズ、船橋記念）

### ブルードメアサイアーとしての主な産駒
- 1987年産
  - ホワイトストーン（父シービークロス、セントライト記念、産経大阪杯、アメリカジョッキークラブカップ、菊花賞2着）
- 1988年産
  - トウカイテイオー（父シンボリルドルフ、皐月賞、東京優駿、ジャパンカップ、有馬記念、産経大阪杯）
- 1990年産
  - アドマイヤボサツ（父リーチ、東京大賞典、平安ステークス、開設記念）
  - トウカイタロー（父コインドシルバー、新潟記念）
- 1997年産
  - トウカイオーザ（父サンデーサイレンス、アルゼンチン共和国杯）
- 1998年産
  - ナスダックパワー（父タヤスツヨシ、ユニコーンステークス）
- 2000年産
  - タカラシャーディー（父シャーディー、毎日杯）

## 血統表
| ナイスダンサー (Nice Dancer)の血統  | ナイスダンサー (Nice Dancer)の血統                    | ナイスダンサー (Nice Dancer)の血統                    | （血統表の出典）                                      | （血統表の出典） |
| 父系                                | ノーザンダンサー系                                    | ノーザンダンサー系                                    | ノーザンダンサー系                                    | [ § 2 ]          |
| 父 Northern Dancer 1961 鹿毛 カナダ | 父の父Nearctic 1954 黒鹿毛 カナダ                     | Nearco                                                | Pharos                                                | Pharos           |
| 父 Northern Dancer 1961 鹿毛 カナダ | 父の父Nearctic 1954 黒鹿毛 カナダ                     | Nearco                                                | Nogara                                                |                  |
| 父 Northern Dancer 1961 鹿毛 カナダ | 父の父Nearctic 1954 黒鹿毛 カナダ                     | Lady Angela                                           | Hyperion                                              | Hyperion         |
| 父 Northern Dancer 1961 鹿毛 カナダ | 父の父Nearctic 1954 黒鹿毛 カナダ                     | Lady Angela                                           | Sister Sarah                                          |                  |
| 父 Northern Dancer 1961 鹿毛 カナダ | 父の母Natalma 1957 鹿毛 カナダ                        | Native Dancer                                         | Polynesian                                            | Polynesian       |
| 父 Northern Dancer 1961 鹿毛 カナダ | 父の母Natalma 1957 鹿毛 カナダ                        | Native Dancer                                         | Geisha                                                |                  |
| 父 Northern Dancer 1961 鹿毛 カナダ | 父の母Natalma 1957 鹿毛 カナダ                        | Almahmoud                                             | Mahmoud                                               | Mahmoud          |
| 父 Northern Dancer 1961 鹿毛 カナダ | 父の母Natalma 1957 鹿毛 カナダ                        | Almahmoud                                             | Arbirator                                             |                  |
| 母 Nice Princess 1964 栗毛 アメリカ | 母の父Le Beau Prince 1952 芦毛 フランス               | Fontenay                                              | Tornado                                               | Tornado          |
| 母 Nice Princess 1964 栗毛 アメリカ | 母の父Le Beau Prince 1952 芦毛 フランス               | Fontenay                                              | Flying Colours                                        |                  |
| 母 Nice Princess 1964 栗毛 アメリカ | 母の父Le Beau Prince 1952 芦毛 フランス               | Quillerie                                             | Sultan Mahomed                                        | Sultan Mahomed   |
| 母 Nice Princess 1964 栗毛 アメリカ | 母の父Le Beau Prince 1952 芦毛 フランス               | Quillerie                                             | Hotep Heres                                           |                  |
| 母 Nice Princess 1964 栗毛 アメリカ | 母の母Happy Night 1957 栗毛 イギリス                  | Alizier                                               | Teleferique                                           | Teleferique      |
| 母 Nice Princess 1964 栗毛 アメリカ | 母の母Happy Night 1957 栗毛 イギリス                  | Alizier                                               | Alizarine                                             |                  |
| 母 Nice Princess 1964 栗毛 アメリカ | 母の母Happy Night 1957 栗毛 イギリス                  | Happy Grace                                           | His Grace                                             | His Grace        |
| 母 Nice Princess 1964 栗毛 アメリカ | 母の母Happy Night 1957 栗毛 イギリス                  | Happy Grace                                           | Happy Morn F-No.1-e                                   |                  |
| 母系(F-No.)                         | 1号族(FN:1-e)                                         | 1号族(FN:1-e)                                         | 1号族(FN:1-e)                                         | [ § 3 ]          |
| 5代内の近親交配                     | Blenheim・His Grace5×4=9.38%、Massine5×5=6.25% (母内) | Blenheim・His Grace5×4=9.38%、Massine5×5=6.25% (母内) | Blenheim・His Grace5×4=9.38%、Massine5×5=6.25% (母内) | [ § 4 ]          |
| 出典                                | 1. 2. 3. 4.                                           | 1. 2. 3. 4.                                           | 1. 2. 3. 4.                                           | 1. 2. 3. 4.      |

母ナイスプリンセスはアメリカで4勝。1歳下の半妹ミスアトラクティブ（父ヴィクトリアパーク）の産駒にはカップアンドソーサーステークス等の優勝馬で種牡馬として日本に輸入されたパークリージェントがいる。8歳下の半妹ミドルマーチ（父バックパサー）の産駒にはゴールデンジャック、スターリングローズの母コマーズ、1994年のソヴリン賞最優秀古牝馬ペニーヒルパークがおり、後年自身も日本に繁殖牝馬として輸入された。